# Дванадцять панелей (яйце Фаберже)
Великоднє яйце «Дванадцять панелей» — ювелірний виріб фірми Карла Фаберже, виготовлений у 1899 році на замовлення російського промисловця Олександра Фердинандовича Кельха як великодній подарунок для дружини Варвари Петрівни Кельх. Є одним із семи яєць Фаберже, що виготовлялись щороку для родини Кельхів з 1898 по 1905 рік.

## Дизайн
Поверхня яйця поділена на 12 панелей золотими смужками. Вертикальні смужки прикрашені орнаментом із троянд у рожевій емалі, золотих стеблин і листя у прозорій зеленій емалі; смужка, що огортає яйце по горизонталі, інкрустована стрічкою діамантів огранювання «троянда». Панелі покриті напівпрозорою рожевою емаллю і декоровані стрічками та рослинними мотивами блакитного кольору. На верхньому і нижньому кінцях яйця закріплені два плоских діаманти, під верхнім діамантом нанесена монограма Варвари Кельх, під нижнім — дата «1899». На яйці стоїть клеймо майстра Михайла Перхіна.
Прийом розділення яйця на панелі використовувався раніше у двох імператорських яйцях: «Данські палаци» (1890) і «Дванадцять монограм» (1895).

### Сюрприз
Сюрприз, який містився в яйці, загублений.

## Історія
Яйце «Дванадцять панелей» — друге в серії із семи великодніх яєць, які з 1898 року замовляв у Фаберже російський промисловець Олександр Кельх для своєї дружини Варвари. Всі сім яєць Кельха були виготовлені у майстерні Михайла Перхіна. За якістю і вишуканістю виконання вони не поступаються великоднім яйцям, які фірма Фаберже виготовляла для імператорської родини. Часто вони були пізнішими варіаціями імператорських яєць.
У 1910-х роках Варвара Кельх розлучилась з чоловіком і переїхала до Парижа, забравши з собою коштовності, що їй належали, в тому числі сім яєць Фаберже. У 1920-х роках яйце «Дванадцять панелей», імовірно в Парижі, придбав Емануїл Сноумен з галереї «Вартскі». У 1933 році воно (вже без сюрпризу) було придбане у галереї британським королем Георгом V за £275 як різдвяний подарунок для королеви Марії. 
Яйце «Дванадцять панелей» залишається частиною Британської королівської колекції, що була успадкована Єлизаветою II у 1953 році. Разом з ним в колекції знаходяться три інші яйця Фаберже: «Кошик квітів» (1901), «Колонада» (1910) і «Мозаїчне» (1914).